# Bjørneangrebet i Sankebetsu 1915
Bjørneangrebet i Sankebetsu 1915, er det væreste bjørneangreb i Japans historie. Det fandt sted i perioden fra den 9. til den 14. december 1915 omkring den lille landsby Sankebetsu på øen Hokkaido i det nordlige Japan.
7 mennesker døde, da en brun bjørn kaldet Kesagake gik amok. Bjørnen dræbte først en baby, og en kvinde. Først den 14. december, lykkes det en gruppe mænd, at skyde og dræbe bjørnen.

## Filmatisering
I 1980 blev der lavet en film om angrebet ved navn Yellow Fnags.